# Kvarnsjön (Edsbro socken, Uppland)
Kvarnsjön är en sjö i Norrtälje kommun i Uppland och ingår i Skeboåns huvudavrinningsområde.